# Microcyba erecta
Microcyba erecta är en spindelart som beskrevs av Holm 1962. Microcyba erecta ingår i släktet Microcyba och familjen täckvävarspindlar.
Artens utbredningsområde är Uganda. Inga underarter finns listade i Catalogue of Life.